# Hans Traxler

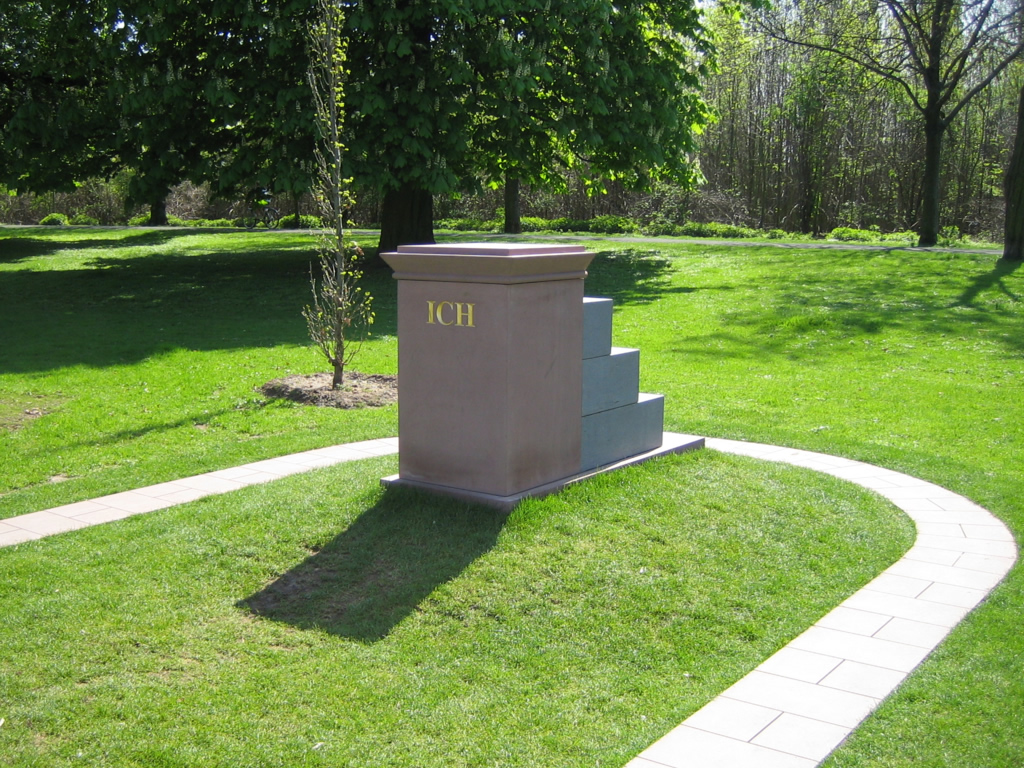
Het Ich (‘ik’)-standbeeld in Frankfurt am Main.

Hans Johann Georg Traxler is een Duitse kunstschilder, cartoonist, illustrator en kinderboekenschrijver. Hij werd geboren op 21 mei 1929 in Hrdlovka (Duits: Herrlich), een voormalig dorp in het huidige Duchcov, in Bohemen, Tsjechoslowakije. 

## Biografie
Traxler was de zoon van Oostenrijkse ouders, en groeide op in Prameny (Duits: Sangerberg). In 1945 trok de jonge kunstenaar voor het eerst naar het Duitse Regensburg, en in 1951 verhuisde hij naar Frankfurt am Main, waar hij vrije schilderkunst studeerde aan de Städelschule, na een intermezzo als cartoonist in dienst van de latere pardon-uitgever Hans A Nikel. In de loop van zijn verdere werk als cartoonist ontmoette hij Chlodwig Poth, eveneens een vertegenwoordiger van wat de Neue Frankfurter Schule werd genoemd.
Vanaf 1962 schreef hij artikelen voor pardon, en een reeks boeken. Van bij zijn eerste boek verwierf hij een grote bekendheid. In die Wahrheit über Hänsel und Gretel (“De waarheid over Hans en Grietje”), beschreef hij onder het pseudoniem Georg Ossegg, gefantaseerd onderzoek naar het sprookje van de Gebroeders Grimm. Het boek werd door sprookjesanalist professor dr. Heinz Rölleke beschreven als “een van de beste sprookjesonderzoeken ooit”. Traxler werd nadien beschuldigd van fraude, maar recensenten noemden het een schelmenstreek.
In 1979 was hij medeoprichter van het satirisch magazine Titanic, waarin hij samen met Peter Knorr de “Birne” (Duits voor “peer”) opvoerde, als karikatuur van toenmalig bondskanselier Helmut Kohl. Vanaf 1980 publiceerde hij een eigen serie in Zeit-Magazin. Hij leverde ook bijdragen voor de Frankfurter Allgemeine Zeitung, de Süddeutsche Zeitung en andere.

## Werk en erkenning
Traxler schreef in totaal bijna 40 boeken en gaf er 3 zelf uit. Hij leverde illustraties bij nog eens bijna 30 andere publicaties, werkte aan 2 films en een toneelstuk. Van zijn hand zijn ook een tweetal beeldhouwwerken, waaronder het “Ich”-standbeeld in Frankfurt.  
Van 2003 tot 2018 won hij negen cultuurprijzen voor zijn werk. Naar aanleiding van zijn 90e verjaardag wijdde het Frankfurter Caricatura Museum in 2019 een speciale tentoonstelling aan hem.